# Katrin Cartlidge

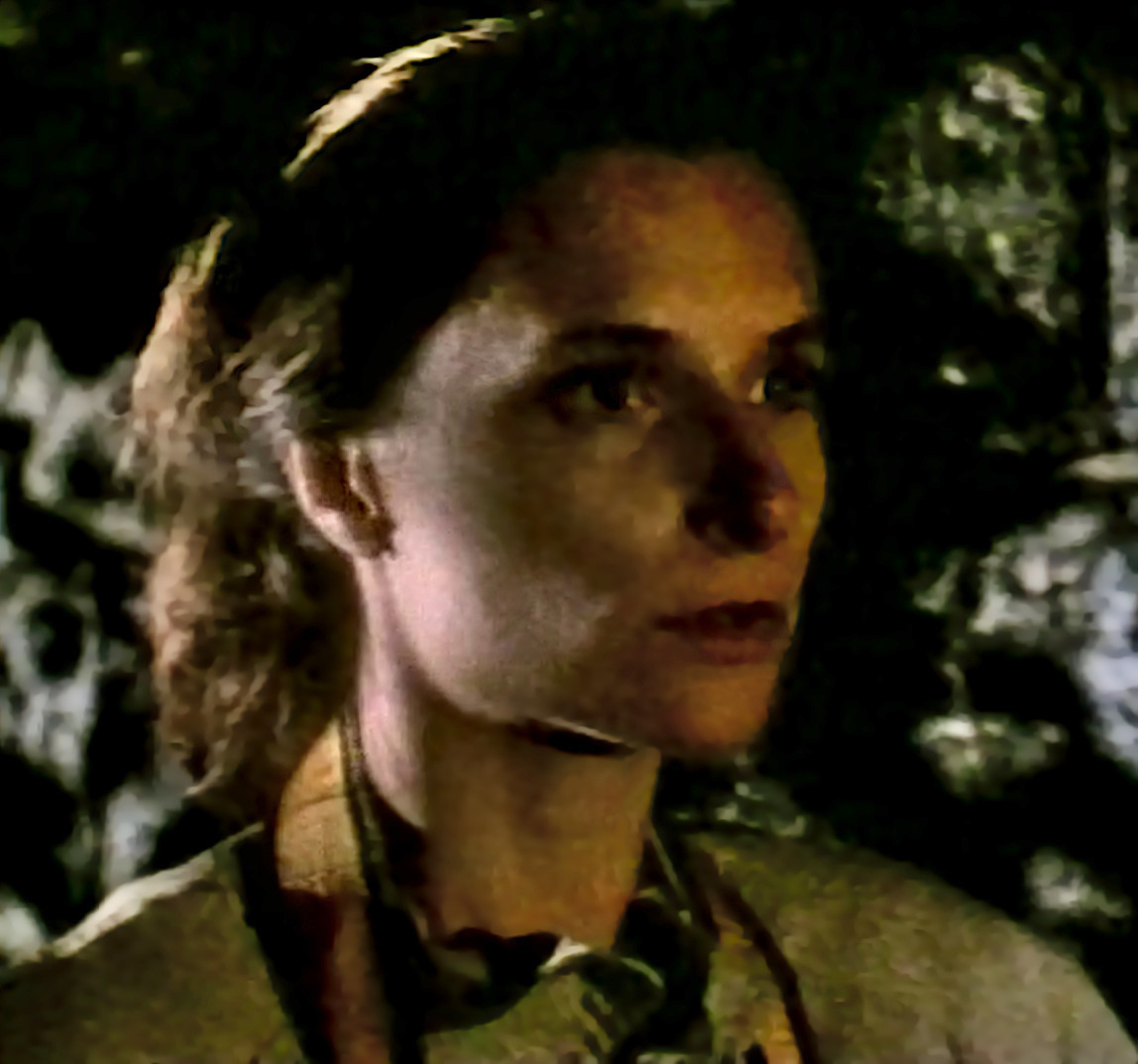
Katrin Cartlidge (Nightlife, 1996)

Katrin Cartlidge (* 15. Mai 1961 in London; † 7. September 2002 ebenda) war eine britische Schauspielerin.
Cartlidge begann ihre Laufbahn 1982 in der britischen Seifenoper Brookside. 1993 spielte sie in Mike Leighs Film Nackt mit, der auf dem internationalen Filmfestival in Cannes einen Preis erhielt. 1996 wirkte sie in Lars von Triers Breaking the Waves mit, und 1998 in Lodge H. Kerrigans Claire Dolan.
Cartlidge starb 2002 an einer Lungenentzündung. Der Film Dogville von Lars von Trier enthält im Nachspann eine posthume Widmung an sie.

## Filmografie (Auswahl)
- 1982–1983: Brookside (Fernsehserie, 51 Episoden)
- 1985: Sacred Hearts
- 1987: Eat the Rich
- 1993: Nackt (Naked)
- 1994: Land der verlorenen Kinder (Nobody's Children, Fernsehfilm)
- 1994: Vor dem Regen (Before the Rain)
- 1996: Breaking the Waves
- 1996: Saint-Ex
- 1997: Karriere Girls (Career Girls)
- 1998: Claire Dolan
- 1998: Hi-Life in Manhattan (Hi-Life)
- 1999: The Lost Son
- 1999: Topsy-Turvy – Auf den Kopf gestellt (Topsy-Turvy)
- 1999: The Cherry Orchard
- 2000: Cinderella (Fernsehfilm)
- 2000: Hotel Splendide
- 2000: Das Gewicht des Wassers (The Weight of Water)
- 2001: Sword of Honour (Fernsehfilm)
- 2001: No Man’s Land (Ničija zemlja)
- 2001: From Hell
- 2002: Crime and Punishment (Fernsehfilm)
- 2002: Surrealissimo: The Scandalous Success of Salvador Dali (Fernsehfilm)